# Consell regional de Meguilot
El Consell Regional de Meguilot (en hebreu: מועצה אזורית מגילות) (transliterat: Moatza Azorit Megilot), és un consell regional en el desert de Judea prop de les ribes occidentals de la mar Morta. Cobreix sis assentaments israelians a Cisjordània. Amb només uns 1.400 residents, és el més consell regional més petit d'Israel. Les seves oficines municipals es troben a Vered Yeriho. La unitat de recerca i rescat fou establerta per voluntaris de Maguen David Adom i la policia israeliana en 1994.

## Assentaments
- Almog (qibuts)
- Beit HaArava (qibuts)
- Mitzpe Shalem (qibuts)
- Kàlia (qibuts)
- Ovnat (assentament comunitari)
- Vered Yeriho (moixav)